# Reprezentacja Chińskiego Tajpej w piłce siatkowej mężczyzn
Reprezentacja Chińskiego Tajpej w piłce siatkowej mężczyzn to narodowa reprezentacja tego kraju, reprezentująca go na arenie międzynarodowej
Zespół dwukrotnie wywalczył brązowy medal Igrzysk Azjatyckich (w 1970 i 1998 roku). Ponadto reprezentacja Chińskiego Tajpej wystąpiła na Mistrzostwach Świata w 1986 roku, na których zajęła 15. miejsce.